# Petra Adler
Petra Adler, född 5 juni 1966, är en svensk taekwondoutövare. 

## Karriär
Vid EM 1988 i Stuttgart tog Adler brons i 65 kg-klassen.